# Pleasanton (Iowa)
Pleasanton és una població dels Estats Units a l'estat d'Iowa. Segons el cens del 2000 tenia 37 habitants.

## Demografia
Segons el cens del 2000, Pleasanton tenia 37 habitants, 20 habitatges, i 12 famílies. La densitat de població era de 42 habitants/km².
Dels 20 habitatges en un 15% hi vivien nens de menys de 18 anys, en un 55% hi vivien parelles casades, en un 5% dones solteres, i en un 40% no eren unitats familiars. En el 40% dels habitatges hi vivien persones soles el 25% de les quals corresponia a persones de 65 anys o més que vivien soles. El nombre mitjà de persones vivint en cada habitatge era d'1,85 i el nombre mitjà de persones que vivien en cada família era de 2,42.
Per edats la població es repartia de la següent manera: un 10,8% tenia menys de 18 anys, un 8,1% entre 18 i 24, un 13,5% entre 25 i 44, un 35,1% de 45 a 60 i un 32,4% 65 anys o més.
L'edat mediana era de 58 anys. Per cada 100 dones de 18 o més anys hi havia 94,1 homes.
La renda mediana per habitatge era de 51.250 $ i la renda mediana per família de 54.375 $. Els homes tenien una renda mediana de 51.250 $ mentre que les dones 18.750 $. La renda per capita de la població era de 29.231 $. Cap de les famílies i el 12,5% de la població estaven per davall del llindar de pobresa.

## Poblacions més properes
El següent diagrama mostra les poblacions més properes.